# 후쿠오카 쇼타
후쿠오카 쇼타(일본어: 福岡 将太, 1995년 10월 24일 ~ )는 일본의 축구 선수이다. 현재 J1리그의 감바 오사카에서 뛰고 있다.

## 구단 경력
그는 2014년부터 J리그의 쇼난 벨마레, 후쿠시마 유나이티드 FC, 도치기 SC, 도쿠시마 보르티스, 감바 오사카에서 뛰었다.